# Кастельново-ді-Сотто
Кастельново-ді-Сотто (італ. Castelnovo di Sotto) — муніципалітет в Італії, у регіоні Емілія-Романья,  провінція Реджо-Емілія.
Кастельново-ді-Сотто розташоване на відстані близько 360 км на північний захід від Рима, 75 км на північний захід від Болоньї, 14 км на північ від Реджо-нелль'Емілії.
Населення — 8411 осіб (2014).
Щорічний фестиваль відбувається 30 листопада. Покровитель — Андрій Первозваний.

## Демографія
Населення за роками:

Станом на 1 січня 2023 року в муніципалітеті офіційно проживали 1063 іноземці з 62 країн, серед них 78 громадян країн Євросоюзу та 49 громадян України.

## Сусідні муніципалітети
- Боретто
- Кадельбоско-ді-Сопра
- Кампеджине
- Гаттатіко
- Гуальтієрі
- Повільйо